# Deux escargots s'en vont
Deux escargots s'en vont és un curtmetratge d'animació francès dirigit per Jean-Pierre Jeunet i un altre director, Romain Segaud, i que es va estrenar el 2016. Està escrit a partir del poema de Jacques Prévert, Chanson des escargots qui vont à l'enterrement i basat en els personatges de Jephan de Villiers.

## Repartiment
- Claude Perron
- Ludovic Pinette
- Audrey Tautou[3]
- Florence Thomassin
- Juliette Wiatr
- Chantal Neuwirth
- Nicolas Marié
- Albert Dupontel
- Marina Foïs
- Irène Jacob
- Laure Marsac
- Serge Merlin
- Yolande Moreau
- Youssef Hajdi
- Jérôme Kircher
- Jean-Claude Dreyfus
- Patrick Paroux
- Jean-Pierre Becker
- Dominique Bettenfeld
- Urbain Cancelier
- Clovis Cornillac
- Lorànt Deutsch
- Mathieu Kassovitz
- Dominique Pinon
- Jean-Pierre Marielle
- Rufus
- Marie-Julie Baup